# Немного мира и покоя
«Немного мира и покоя» (англ. A Little Peace and Quiet) — это второй сегмент первой серии первого сезона первого возрождения американского телесериала «Сумеречная зона».

## Пролог
Как было бы приятно, если бы иногда все замолкали и переставали дёргать вас? Разве было бы не здорово иметь время, чтобы додумать мысль или помечтать? Думать вслух, и чтобы от вас не требовали объяснить, что вы имеете в виду? Если бы у вас была такая сила, осмелились бы вы воспользоваться ею, даже зная, что молчание имеет собственные голоса… в Сумеречной зоне?
Оригинальный текст (англ.)Wouldn’t it be nice if, once in a while, everyone would just shut upup and stop pestering you? Wouldn't it be great to have the time to finish a thought or spin a daydream? To think out loud without being required to explain exactly what you meant? If you had the power, would you dare to use it, even knowing that silence may have voices of its own… to the Twilight Zone?

## Сюжет
Действие происходит в обычной многодетной американской семье. Замужняя домохозяйка и мать четверых очень подвижных и шумных детей Пенни, утомлённая однообразием семейной жизни, однажды находит возле своего дома золотые солнечные часы, спрятанные в небольшую прямоугольную деревянную шкатулку. Этот часы необычны тем, что предоставляют возможность управлять временем тому, кто их носит. Надев их на шею, Пенни получает не только ценное украшение, но и сверхъестественную способность останавливать время тогда, когда ей вздумается, чем она немедленно начинает пользоваться. Теперь для того, чтобы наслаждаться абсолютной тишиной и хоть немного отдохнуть от семейной жизни, Пенни достаточно лишь приказать всем окружающим замолчать, а чтобы вернуть всё как было, дать команду говорить. Однажды поздно вечером аварийное радиовещание США сообщает о начале ядерной войны между США и СССР, а также о том, что первая советская ракета уже пересекла воздушное пространство Соединённых Штатов и вскоре должна упасть на территорию государства. Во время паники, что охватила её и других членов семьи, мужа и детей, Пенни приказывает всем замолчать, в результате чего время снова останавливается. В конце эпизода Пенни идёт по улице и, остановившись, видит ракету, пущенную Советским Союзом, что замерла в воздухе, не долетев до земли. Таким образом Пенни на некоторое время спасает свою родину и близких, оттянув неизбежную гибель от взрыва ракеты.

## В ролях
| Актёр            | Роль              |
| ---------------- | ----------------- |
| Мелинда Диллон   | Пенни             |
| Грег Мюллауэй    | муж Пенни Рас     |
| Вирджиния Кин    | Сьюзен            |
| Британи Уилсон   | Джанет            |
| Джошуа Харрис    | Рас младший       |
| Джудит Барси     | Берти             |
| Клер Ноно        | диктор            |
| Эльма В. Джексон | первый покупатель |
| Памела Гордон    | второй покупатель |

## Интересные факты
- Эта серия не имеет эпилога.
- В финальной сцене, в театре, когда Пенни останавливает время, показываются два фильма 1964 года: Доктор Стрейнджлав и Система безопасности, которые изображают ядерную войну.